# Warendorfer Altar

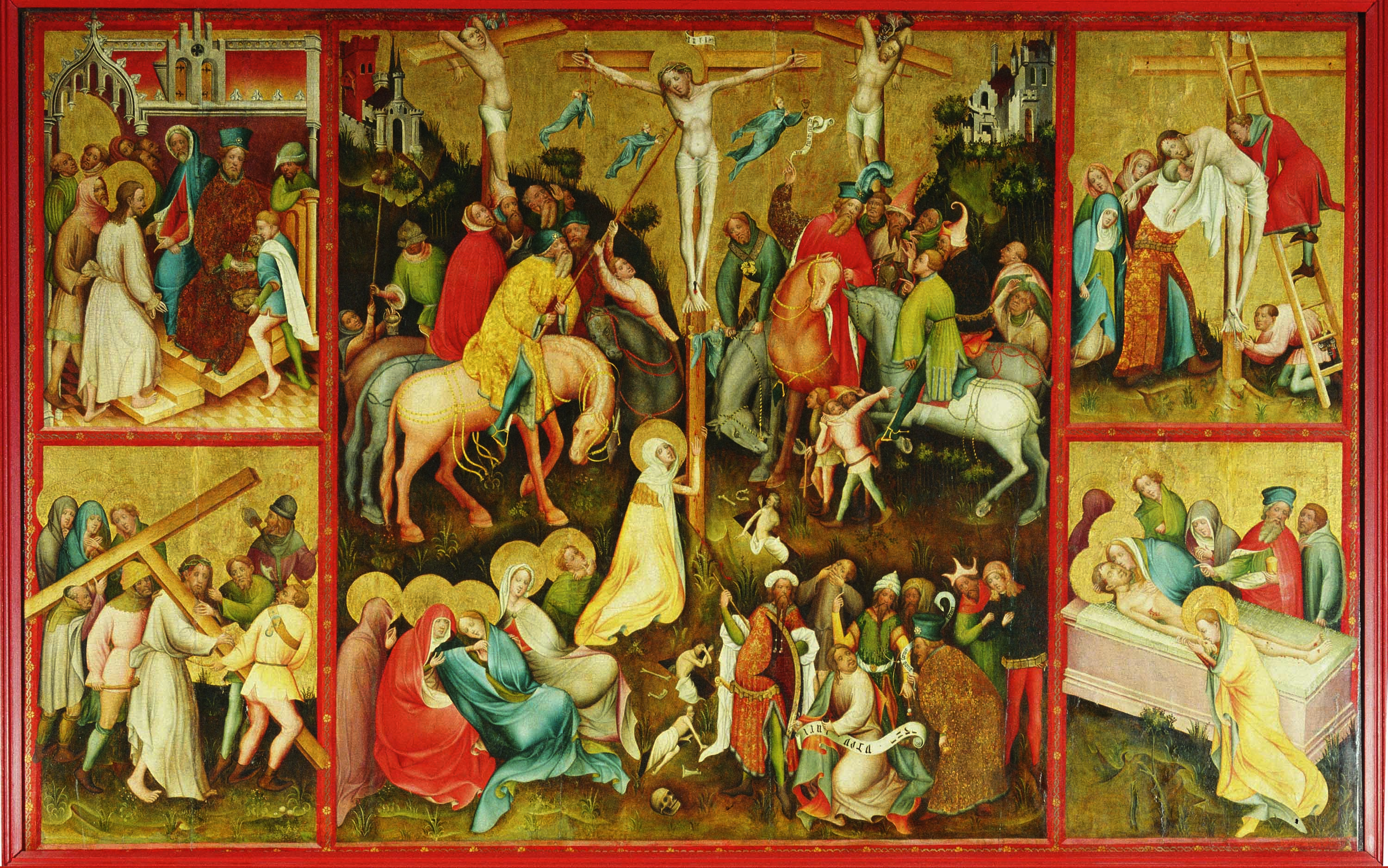
Der Mittelteil des Warendorfer Altars

Der Warendorfer Altar oder Warendorfer Passionsaltar ist ein Flügelaltar in der St.-Laurentius-Kirche in Warendorf. Er ist eines der bedeutendsten Werke der Hochgotik in Westfalen. Als Folge der Bilderstürme der Reformation, der Säkularisation des 18. und 19. Jahrhunderts und der Kunstsammelleidenschaft des 19. Jahrhunderts besteht er heute, ähnlich dem Marienfelder oder dem Liesborner Altar, nur noch aus Fragmenten.

## Geschichte
Der Warendorfer Altar steht im zeitlichen Zusammenhang mit den Hochaltären des 15. Jahrhunderts aus der Westfälischen Schule, wie etwa in Amelsbüren, Billerbeck, Freckenhorst, Herzebrock, Langenhorst, Liesborn, Lippborg, Lünen, Marienfeld, Sassenberg, Schöppingen, Soest, Steinhagen, Vinnenberg und Werne.
Ein Großbrand am 22. September 1404 zerstörte in Warendorf die Kirche, das Rathaus, die Schule, die Mühle und ca. 600 Bürgerhäuser. Aus diesem Anlass wurde bereits zehn Jahre später die Kirche neu errichtet. 1414 wurde ein Altar in Warendorf eingeweiht. Ob er zu diesem Zeitpunkt schon als Flügelaltar ausgeführt war, bleibt unbekannt. Die Entstehungszeit wird zwischen 1420 und 1430 angenommen. Man nimmt an, dass er in der Werkstatt des Meisters von Münster entstand und zwischen 1430 und 1690 mit 16 Bildern auf zwei Seitenflügeln den Hochaltar der St.-Laurentius-Kirche in Warendorf geschmückt hat. 1607 wurde der Altar von Pfarrer Hover auf dessen Kosten aufgefrischt. Dann musste er dem veränderten Zeitgeschmack weichen und wurde durch einen Barockaltar ersetzt und anfangs anderweitig in der Kirche untergebracht und wurde schließlich bis 1814 in der Sakristei aufgehängt. Dann wurden die Kirche und die Sakristei gesäubert und von allen Bildern und Statuen befreit, die nach der damaligen Auffassung einen Übelstand darstellten.

### Flügeltüren
Die beiden Flügeltüren wurden verkauft und über den weiteren Verbleib ist wenig bekannt. Wahrscheinlich wurden dabei auch die doppelseitig bemalten Tafeln mittig zersägt. Drei Fragmente (die Geißelung, das Pfingstfest und die Gefangennahme Jesu), deren Zugehörigkeit zum Warendorfer Altar lange Zeit ungewiss war, befinden sich in Freckenhorst. Der Überlieferung nach erwarb Pfarrdechant Schulte sich diese Bilder Anfang des 19. Jahrhunderts in Warendorf. Die Marter des Heiligen Laurentius wurde von dem Privatsammler Alexander Haindorf in Münster angekauft. Aus dieser Sammlung kam sie über den Umweg über Hamm nach Berlin, schließlich in die Sammlung des LWL-Museum für Kunst und Kultur in Münster. Zwei weitere Tafeln, die Verkündigung und die Ölbergszene, einst Vorder- und Rückseite derselben Tafel, gelangten über die alt-westfälische Sammlung derer von und zu Mühlenschen in Münster an das Landesmuseum. Das Doppelbild „Verurteilung des heiligen Laurentius“ und „Weltgericht“ diente über 50 Jahre als Türöffner des Sakramentshäuschens in Warendorf und wurde als Dauerleihgabe dem Landesmuseum zur Verfügung gestellt. Insgesamt sind sieben der 16 Bildwerke verschollen.

### Mittelteil
Der Mittelteil verblieb in Warendorf, wurde vom Provisor bzw. Rendant Hase von der alten Pfarre an die Witwe Schade für 4 Rtlr verkauft. In Unkenntnis über den eigentlichen Wert hatte diese es in ihrer Küche aufgehängt, wo es dem Rauch des Feuers und anderer Beschmutzung ausgesetzt war. Schließlich verkaufte sie es an den Konrektor Ludwig Tross aus Hamm für 50 Rtlr. Dieser ließ das Bild in Münster auffrischen, um es mit Profit an das Königliche Museum zu Berlin zu veräußern. Auf Intervention des Landrates in Münster, der vom Bürgermeister von Warendorf eingeschaltet wurde, war Tross bereit, der Kirche das Bild für 400 Rtlr zurückzugeben. Dies wurde aber von der Landesregierung abgelehnt, da der Verkauf widerrechtlich erfolgt war. Schließlich einigte man sich darauf, dass die Kirche Tross seine Kosten ersetzt. Tross machte den Kaufpreis von 50 Rtlr, die Fracht nach Münster und die Kosten der Auffrischung mit 22 Rtlr 7 1/2 Sgr geltend und gab das Bild zurück. Mitte des 19. Jahrhunderts wurde das reparaturbedürftige Bild zwecks Begutachtung an Herrn Böcker übergeben. Später wurde es in Ausstellung des Westfälischen Kunstvereins gezeigt. Die Versuche, das Bild der Kirchengemeinde in Warendorf zurückzusenden, blieben zunächst unbeantwortet. Von 1859 bis 1888 musste man mehrmals intervenieren, bis schließlich das Bild zurückgesandt wurde.

### Renovierung
Die ersten Gedanken zur Rekonstruktion des Altars machte sich Josef Goeken. Sein Aufsatz in den „Warendorfer Blättern für Heimatpflege und Kultur“ hat wahrscheinlich die Renovierung des Bildes wie auch der Kirche, wenn nicht initiiert, so doch maßgeblich befördert. Zwischen 1968 und 1974 wurden der Mittelteil und die drei Freckenhorster Bilder von der Restauratorin des Landesmuseums, Frau Eleonore Roskamp-Klein, aufwendig restauriert. Im Anschluss an eine Kirchenrenovierung wurde die Anordnung des Altars aus den Fragmenten durch Max von Hausen 1978 bestimmt. Auf Anregung von Géza Jászai wurden von diesen Tafeln braun-weiße Großfotos gemacht und in den Seitenflügeln angebracht, ein Provisorium, das nach zwanzig Jahren eine andere Lösung fand. Im März 1998 wurden die Fotos – die Computertechnik macht es durch die digitale Bildverarbeitung möglich – durch farbige Drucke ersetzt, die mit einer UV-Folie geschützt sind. Dazu wurden von allen Tafeln in Münster und Freckenhorst durch Herrn Wakonigg, den Fotografen des Landesmuseums Münster, neue Ektachrome angefertigt. Dennoch muss die Hälfte der Seitenflügelbilder als verloren betrachtet werden.

## Beschreibung
Der Warendorfer Passionsaltar hat mit den beiden Flügeln die Höhe von 1,95 m und die Breite von 5,90 m, er ist also genau dreimal so breit, wie er hoch ist. Das Mittelbild hat die Maße 1,70 × 2,65 m. Die Flügel waren zweiseitig bemalt und hatten die Größe 79 × 54,5 cm. Sowohl die Mitteltafel wie auch die Flügel sind durch einen Rahmen von ca. 10 cm umgeben. Die Bilder sind gemalt auf Eichenholz mit Kreidegrund, welcher vielfach Leinenunterlage hat. Eine Predella muss vorhanden gewesen sein, von der man aber nichts mehr weiß.

### Hauptbild

#### Details der Kalvarienbergszene

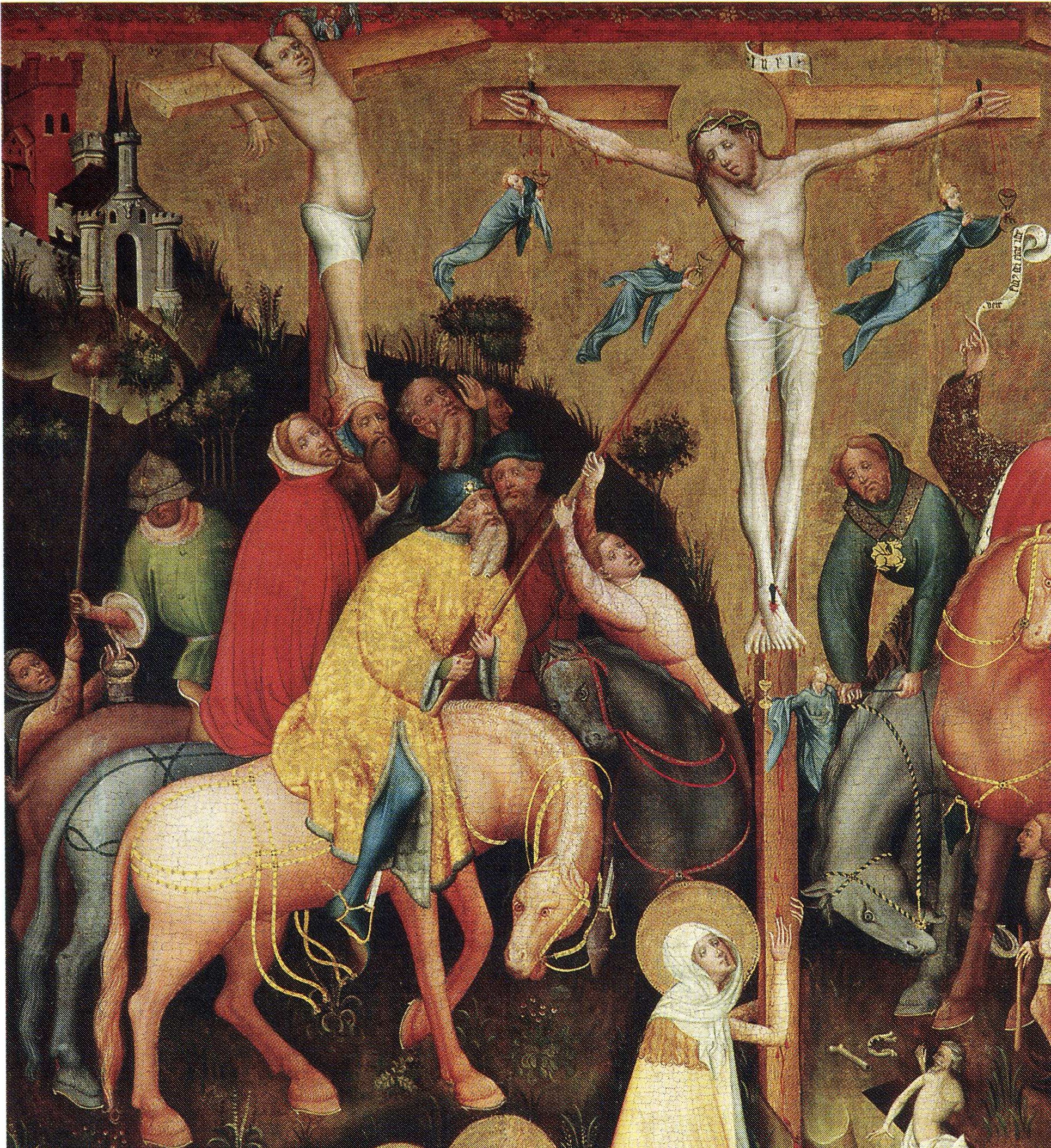
Die linke Gruppe Reiter
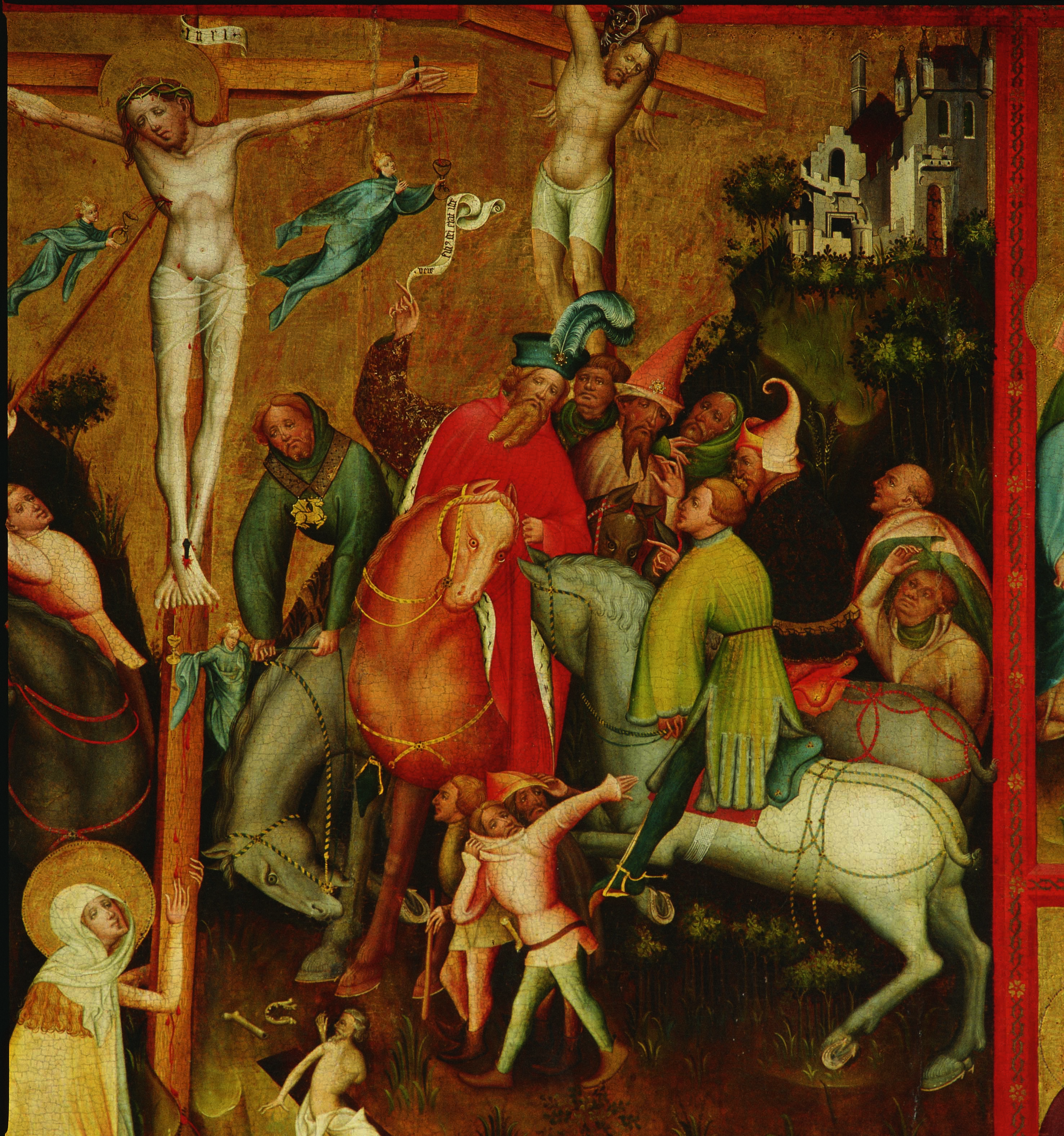
Die rechte Gruppe Reiter
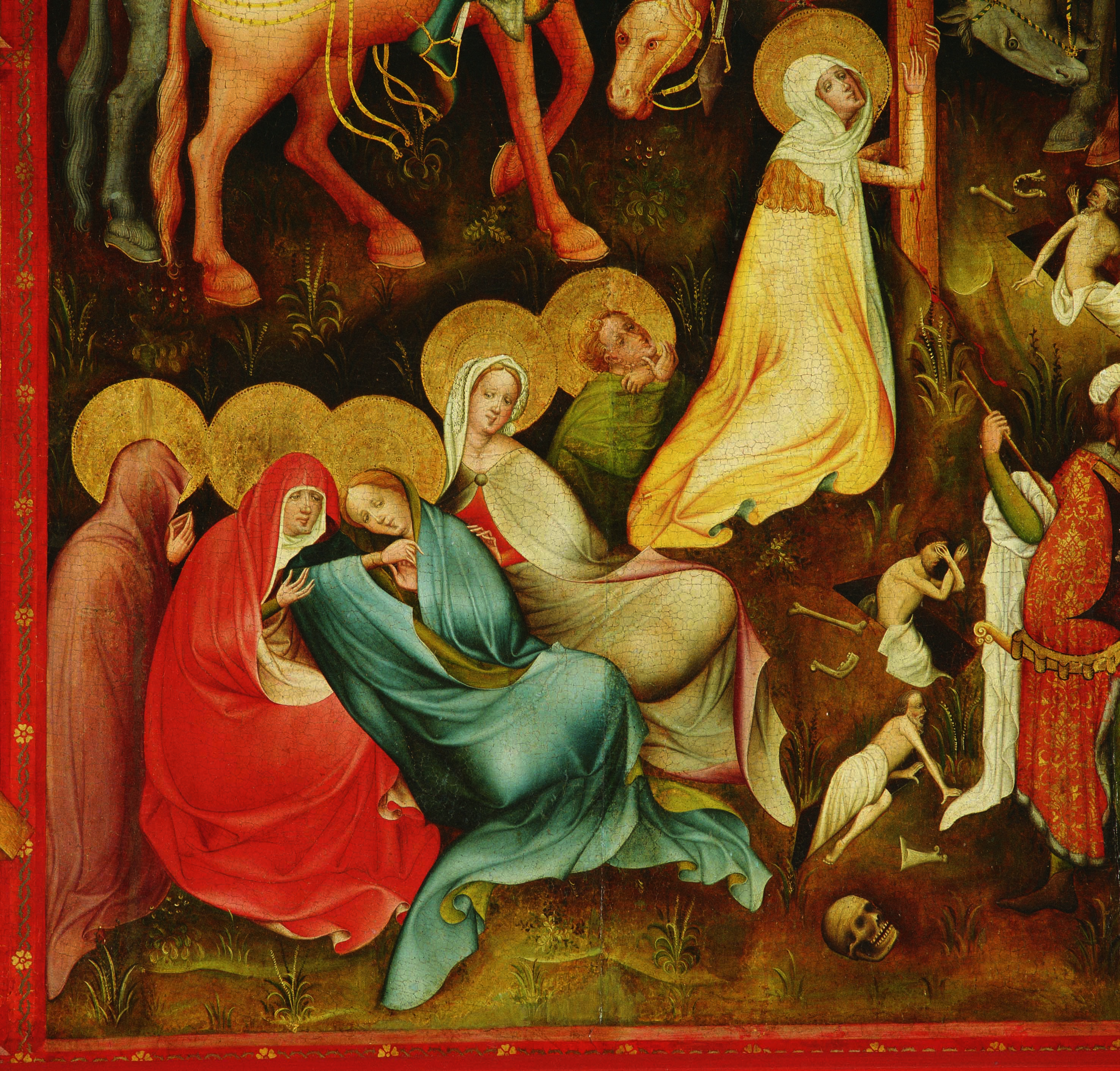
Maria mit den Trauernden
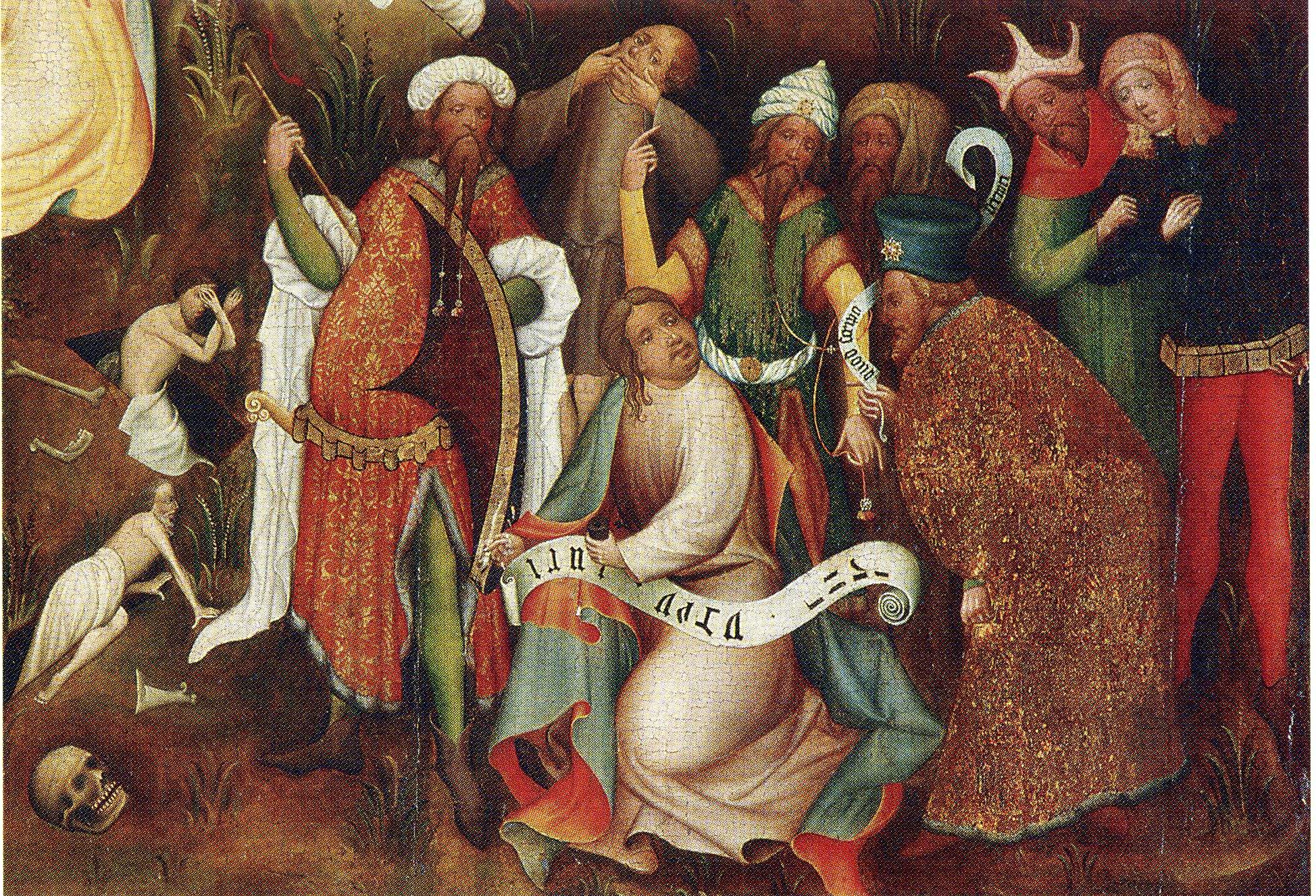
Pilatus mit den Schreibern

Das Hauptbild stellt allein schon von seinen Ausmaßen das Kalvarienbild dar, das nach wie vor in Warendorf verblieben ist. Es stellt das Geschehen am Karfreitag dar, unmittelbar nach dem Tode Jesu. Im Mittelpunkt hängt der Leib Christi am Kreuzesstamm mit drei Nägeln angeschlagen. Aus seinen Wunden fließt das Blut, das von Engeln mit goldenen Kelchen aufgefangen wird; ein deutlicher Hinweis auf den sakramentalen Charakter des Opfertodes Jesu. Rechts von ihm das Kreuz des guten Schächers; ein Engel ist bereit, seine Seele in den Himmel zu tragen. Links das Kreuz des schlechten Schächers, dem der Teufel bereits im Nacken sitzt. Im Hintergrund das typische Gold der Gotik. Um die Kreuzesgruppe gliedert sich das Geschehen in zwei Ebenen. Auf der linken Seite des Bildes hält der blinde Longinus, zu Pferde sitzend, eine Lanze in seinen beiden Händen. Diese wird von einem Knecht in die Seite Jesu geführt. Der Legende nach erhält der Blinde durch das Blut der Seitenwunde seine Sehkraft zurück, damit er die Göttlichkeit Christi erkenne. Auf der rechten Seite des Bildes ist der gute Hauptmann, ebenfalls zu Pferde, abgebildet. Er bezeugt mit den Worten: „Wahrhaftig, dieser Mensch war Gottes Sohn“ (Mk 15,39b) die Göttlichkeit Jesu. Auf der zweiten Ebene, am linken Bildrand sind die Trauernden und Klagenden abgebildet: Maria Magdalena umarmt den Kreuzesstamm; Maria, die Mutter Jesu inmitten anderer Frauen, die sie stützen, Johannes blickt zum Kreuz empor. Um das Kreuz herum zeigen sich die Folgen des Erdbebens: Die Gräber öffnen sich und die Toten erwachen. Auf der rechten unteren Seite ist Pontius Pilatus mit den Schriftgelehrten abgebildet. Pilatus ließ ein Schild mit der Aufschrift: „Jesus von Nazaret, der König der Juden.“ anfertigen. Der Hohepriester protestiert: „Schreib nicht: Der König der Juden, sondern dass er gesagt hat: Ich bin der König der Juden.“ Diesem antwortet Pilatus: „Was ich geschrieben habe, habe ich geschrieben.“ (Joh 19,19–22) Dies steht auch auf der Schriftrolle des Statthalters: „Quod scripsi scripsi.“ Auf dem Titulus des Kreuzes steht die übliche Initialkürzung: INRI (Iesus Nazarenus Rex Iudaeorum). Die Wirkung, die das Bildwerk auf den Betrachter ausübt, lässt sich am besten durch ein Zitat von Josef Goeken belegen:

„Von prächtiger Wirkung muß in dem Chor, das ehedem sicherlich jene der gotischen Zeiteigentümliche Farbigkeit aufwies, die mächtige Bilderwand gewesen sein. Blaßzarte und glühendstarke Farben wechselten in lebendigem Rhythmus vor den goldigen Grund geheimnisvoll aufleuchtend und schimmernd. Von all der Herrlichkeit blieb der Alten Kirche glücklich das Mittelstück. Es ist von kräftiger, warmer Farbigkeit und eigenartigem Zauber. Das Neigen und Wiegen der schlanken Pferdehälse und leiber, das schmerzvolle Aneinanderlehnen der Frauen unter dem Kreuze, die Art wie Magdalena den Kreuzesstamm umklammert und sich Maria über ihren toten Sohn neigt, ist ungemein fein und zart in der Empfindung. Das Bild atmet eine feierliche Stimmung und ist von solch schlichter Größe und Tiefe des Gefühls, daß man es mit Recht gern als besonders charakteristisch für die altwestfälische Malerei hervorhebt und einem Meister zuschreibt, der als einziger neben Conrad von Soest zeitlich und örtlich hohen Rang behauptet.“

### Bildfolge
Umstritten bleibt die Bildfolge des Originals, da die Hälfte der Bildwerke der beiden Flügeltüren verloren ging; über deren Thematik kann nur spekuliert werden. Somit bleibt die eigentliche Zielrichtung der Aussage verborgen. Sicher ist, dass es um die Passion Christi und die Legende des hl. Laurentius geht. 1930 brachte Joseph Goeken folgenden interessanten Vorschlag vor: Demnach sei auf dem linken geschlossenen Flügel die Mariengeschichte und auf dem rechten geschlossenen Flügel die Geschichte des heiligen Laurentius zur bildlichen Aussage gekommen.

#### Rekonstruktionsvorschlag nach Joseph Goeken 1930
| geschlossener linker Flügel  | linker Flügel                                                                  | Mittelteil | rechter Flügel                                               | geschlossener rechter Flügel                                  |
| ---------------------------- | ------------------------------------------------------------------------------ | --- | ------------------------------------------------------------ | ------------------------------------------------------------- |
| - Verkündigung - Mariens Tod | - "Abendmahl" - Christus am Ölberg - Gefangennahme Christi - Geißelung Christi | - Christus vor Pilatus (links) - Kreuztragung (links) - Kalvarienberg (mitte) - Kreuzabnahme (rechts) - Grablegung (rechts) | - "Auferstehung" - "Himmelfahrt" - Pfingstfest - Weltgericht | - Verurteilung des hl. Laurentius - Marter des hl. Laurentius |

Auf dieser Grundlage hat Paul Pieper Rekonstruktionsvorschlag mit weiteren Ergänzungen gemacht.

#### Ergänzung des Rekonstruktionsvorschlag nach Paul Pieper
| geschlossener linker Flügel                                                  | linker Flügel                                                                  | Mittelteil | rechter Flügel                                               | geschlossener rechter Flügel |
| ---------------------------------------------------------------------------- | ------------------------------------------------------------------------------ | --- | ------------------------------------------------------------ | --- |
| - Verkündigung - "Geburt Christi" - "Anbetung der Könige" - Heimgang Mariens | - "Abendmahl" - Christus am Ölberg - Gefangennahme Christi - Geißelung Christi | - Christus vor Pilatus (links) - Kreuztragung (links) - Kalvarienberg (mitte) - Kreuzabnahme (rechts) - Grablegung (rechts) | - "Auferstehung" - "Himmelfahrt" - Pfingstfest - Weltgericht | - "Der heilige Laurentius heilt Blinde" - "Die Geheilten werden vor dem Kaiser geführt" - Verurteilung des hl. Laurentius - Marter des hl. Laurentius |

Dieser Vorarbeit schließt sich die heutige Bildfolge an: linker Flügel: Mariä Verkündigung, Christus am Ölberg, Gefangennahme Christi, Geißelung Christi. Das Mittelstück zeigt zentral die Szene auf dem Kalvarienberg und an den Seiten: Christus vor Pilatus, Kreuztragung, Kreuzabnahme, Grablegung. Der rechte Flügel zeigt Pfingsten, Weltgericht, Verurteilung des heiligen Laurentius und die Marter des Heiligen.

#### Heutige Bildfolge
| geschlossener linker Flügel           | linker Flügel                                                           | Mittelteil | rechter Flügel                                                                          | geschlossener rechter Flügel               |
| ------------------------------------- | ----------------------------------------------------------------------- | --- | --------------------------------------------------------------------------------------- | ------------------------------------------ |
| - Maria (Detail aus der Verkündigung) | - leer - Christus am Ölberg - Gefangennahme Christi - Geißelung Christi | - Christus vor Pilatus (links) - Kreuztragung (links) - Kalvarienberg (mitte) - Kreuzabnahme (rechts) - Grablegung (rechts) | - Pfingsten - Weltgericht - Verurteilung des hl. Laurentius - Marter des hl. Laurentius | - Laurentius (Detail aus der Verurteilung) |

## Verbleib
So kann man die Fragmente des Warendorfer Passionsaltars an drei Standorten besichtigen:
- 1. St.-Laurentius-Kirche in Warendorf
- 2. St. Bonifatius in Freckenhorst
- 3. LWL-Museum für Kunst und Kultur in Münster

### Bilder

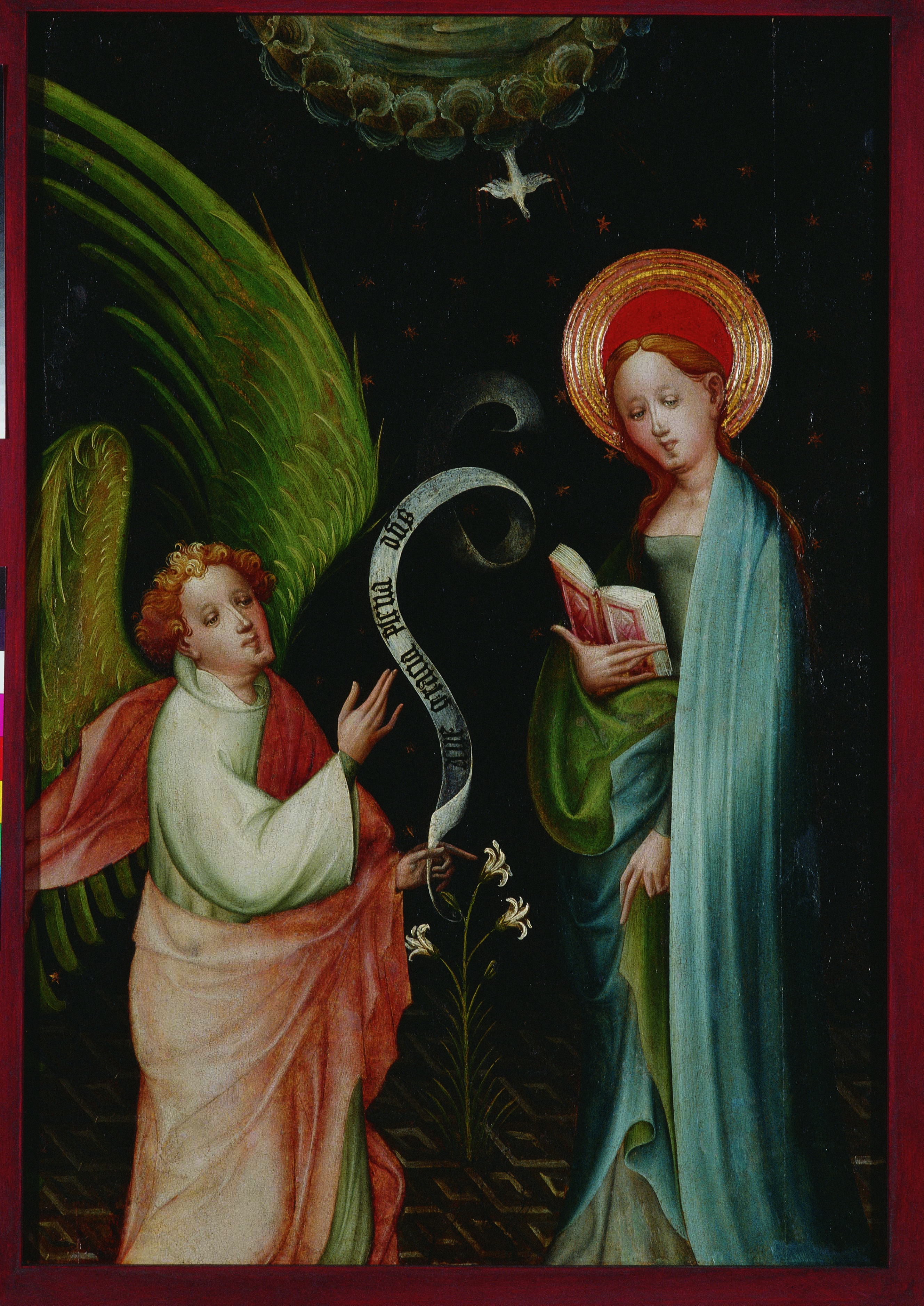
Mariä Verkündigung (Münster)
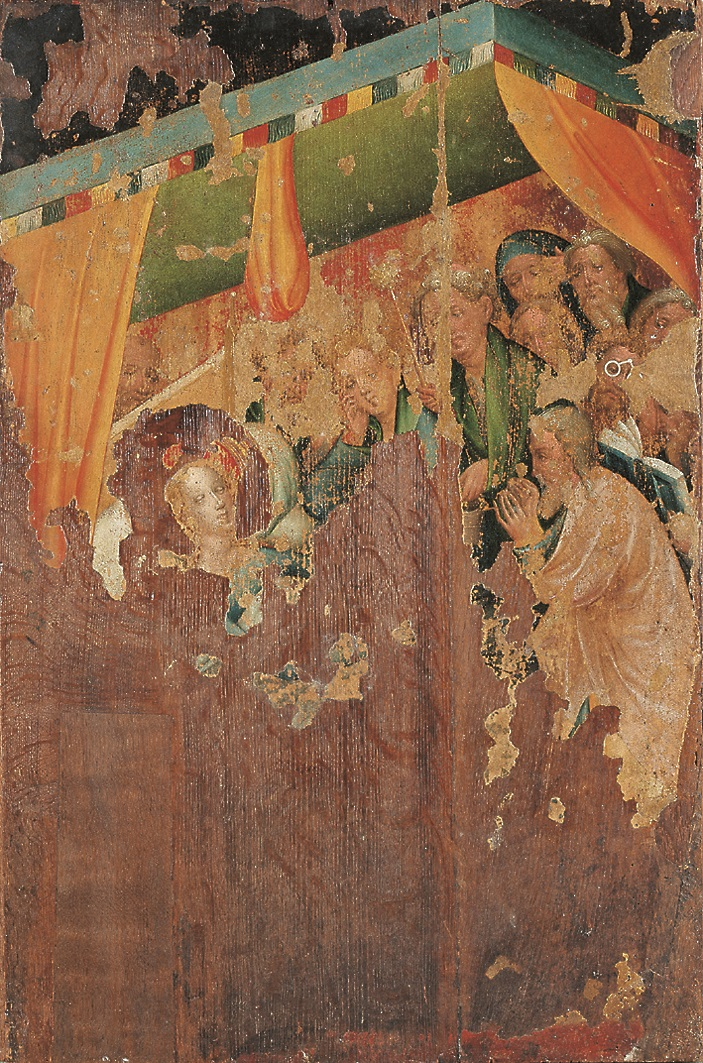
Mariä Tod (Münster)
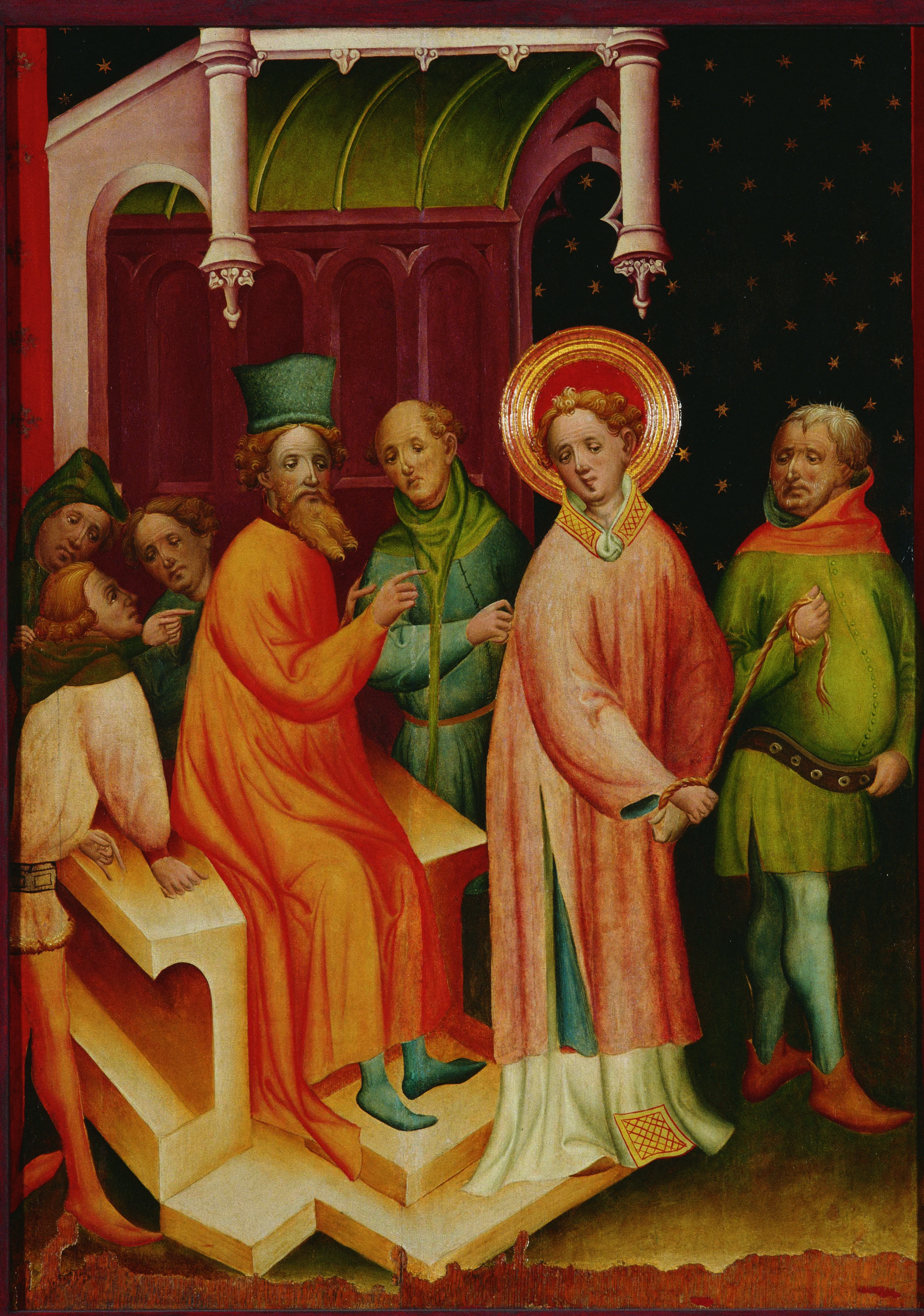
Verurteilung des hl. Laurentius (Münster)
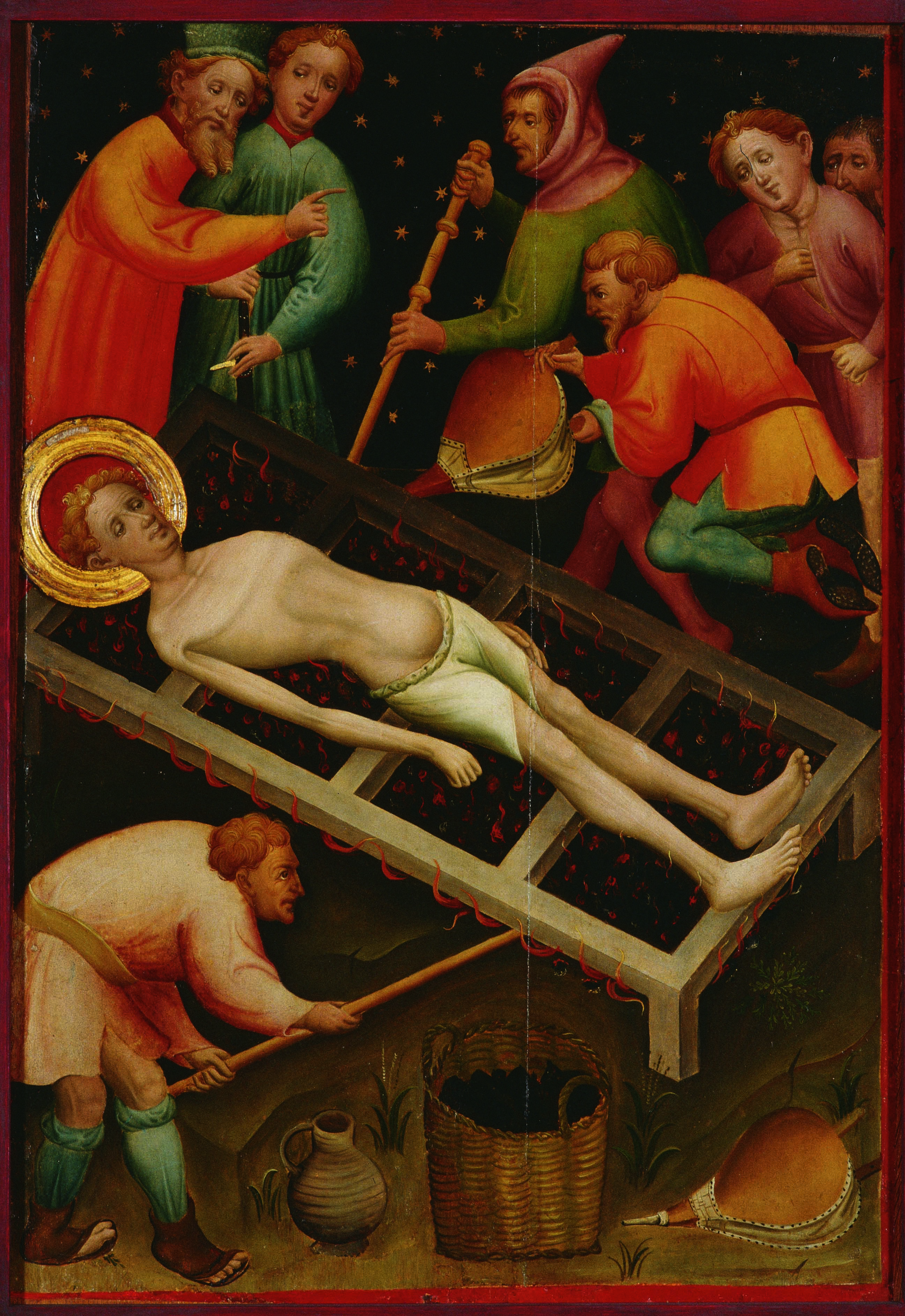
Marter des hl. Laurentius (Münster)
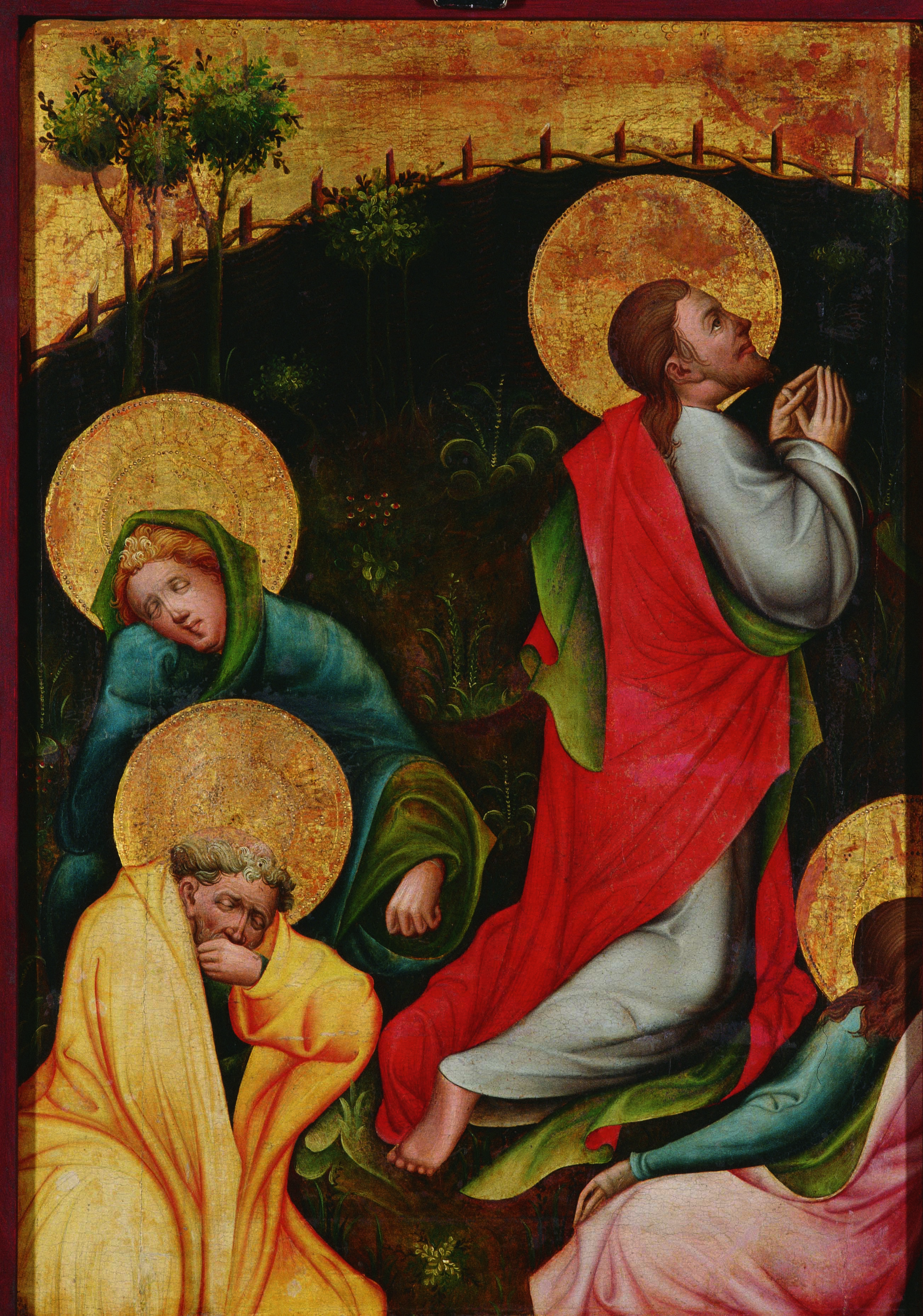
Gebet am Oelberg (Münster)
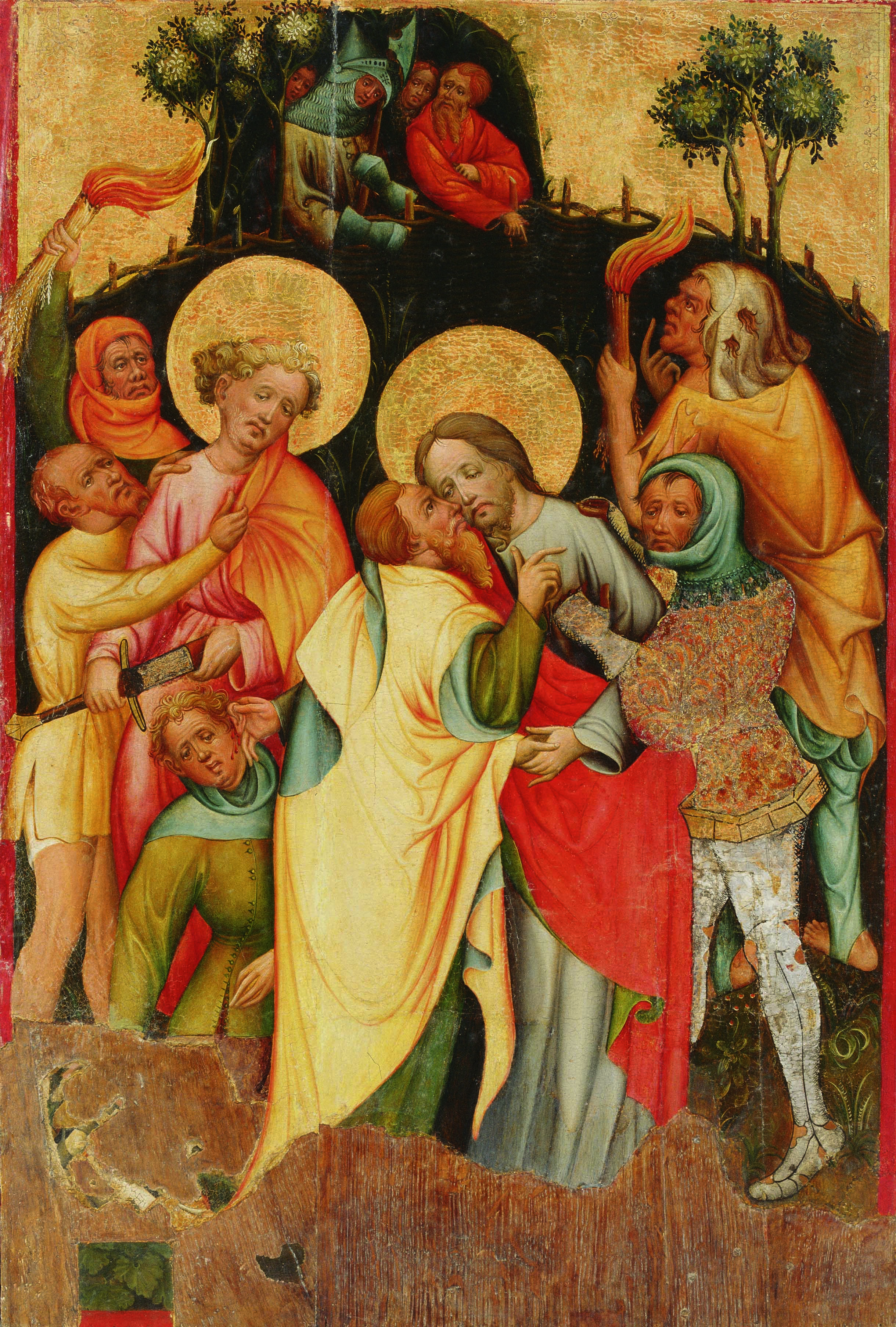
Gefangennahme Jesu (Freckenhorst)
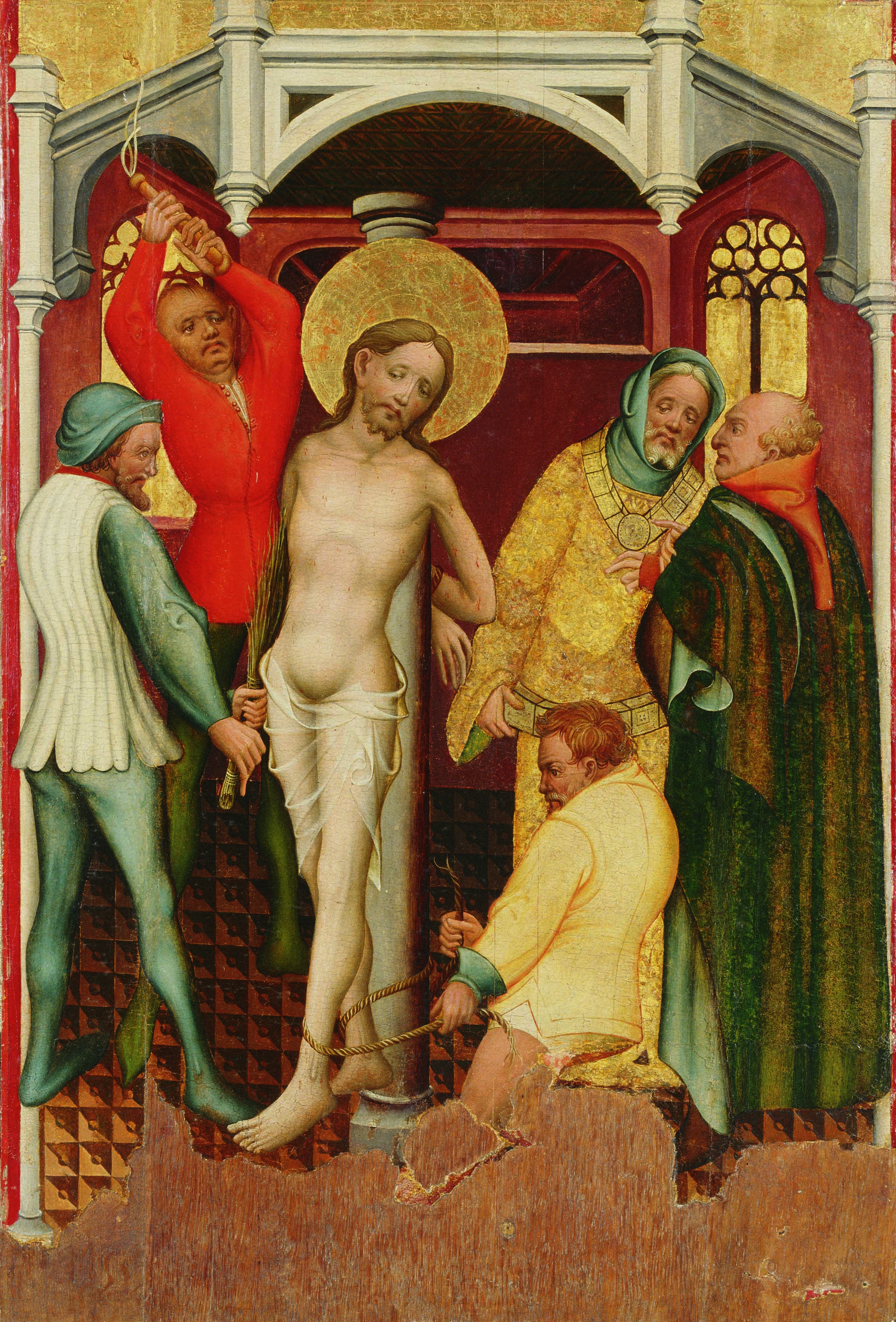
Geißelung Jesu (Freckenhorst)
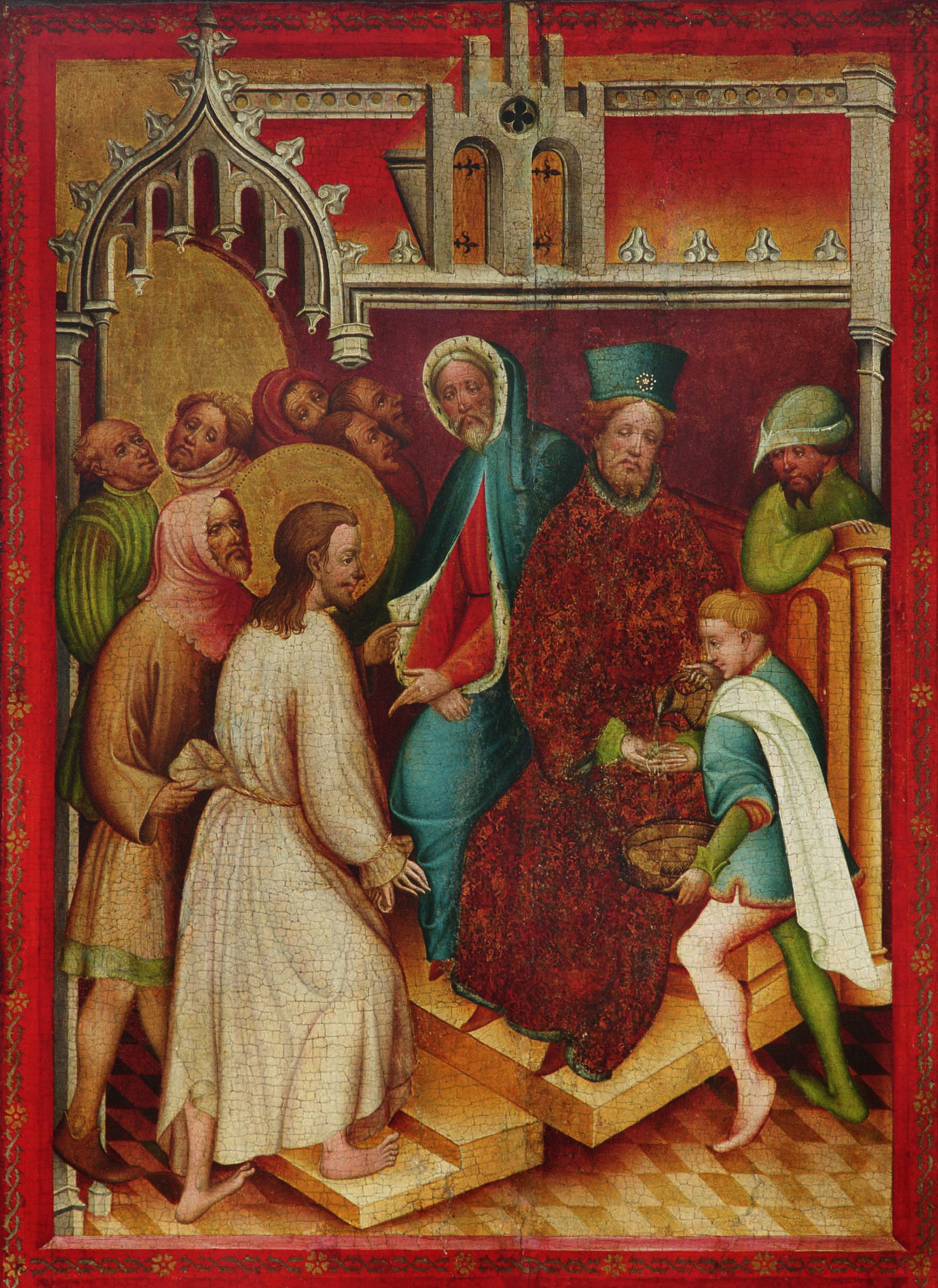
Urteil des Pilatus (Freckenhorst)
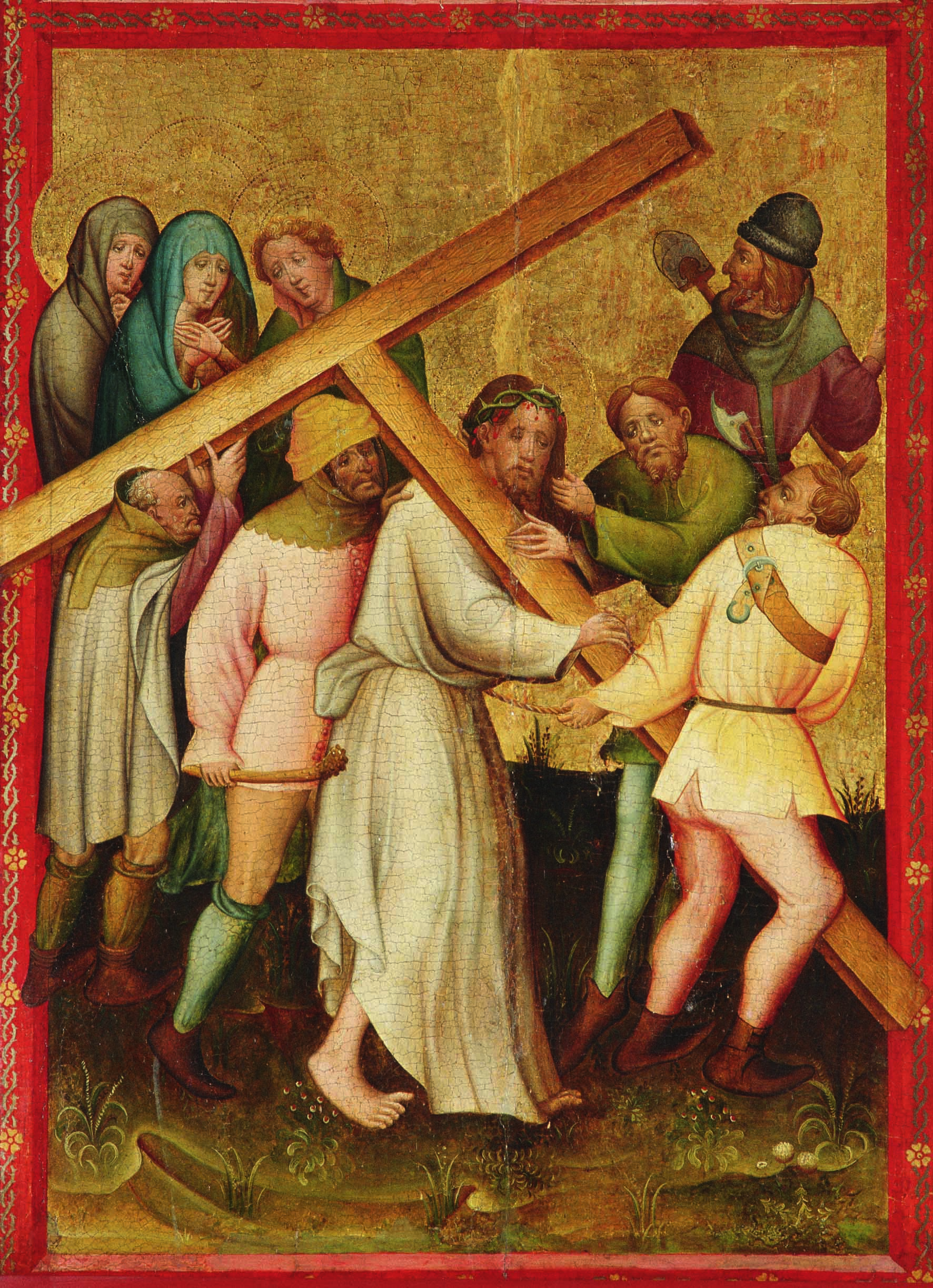
Kreuztragung Jesu (Warendorf)
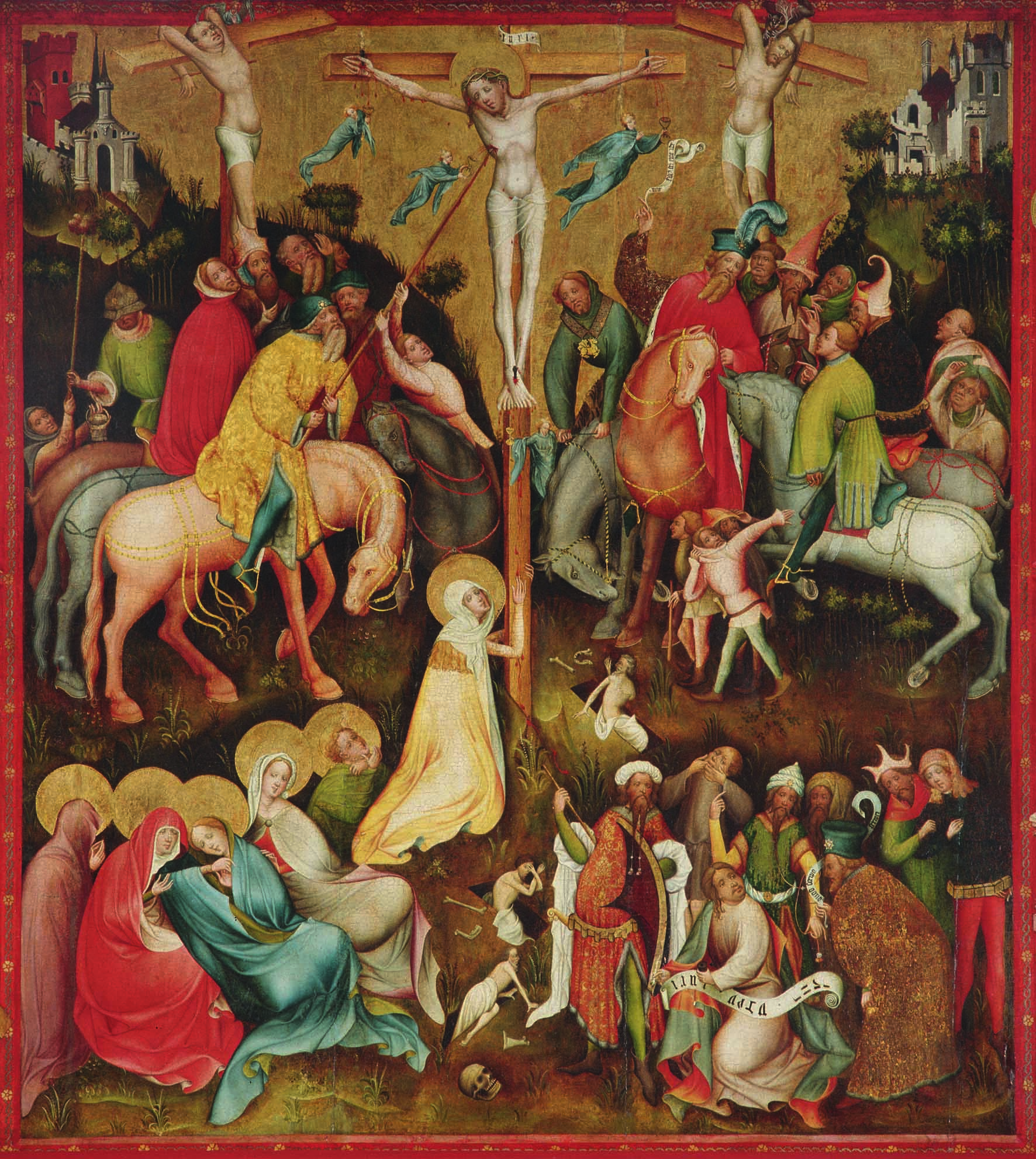
Kalvarienberg (Warendorf)
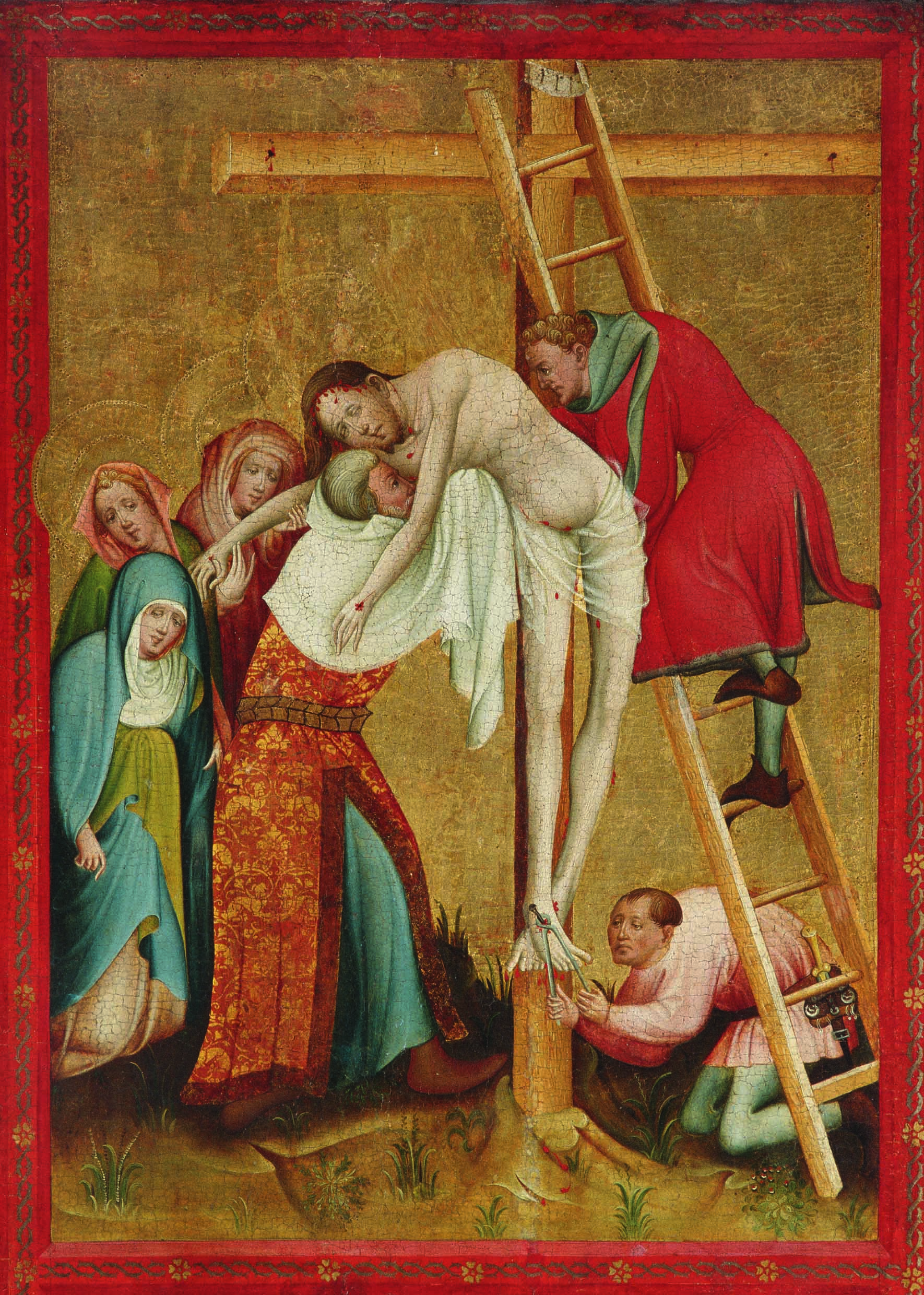
Kreuzabnahme Jesu (Warendorf)
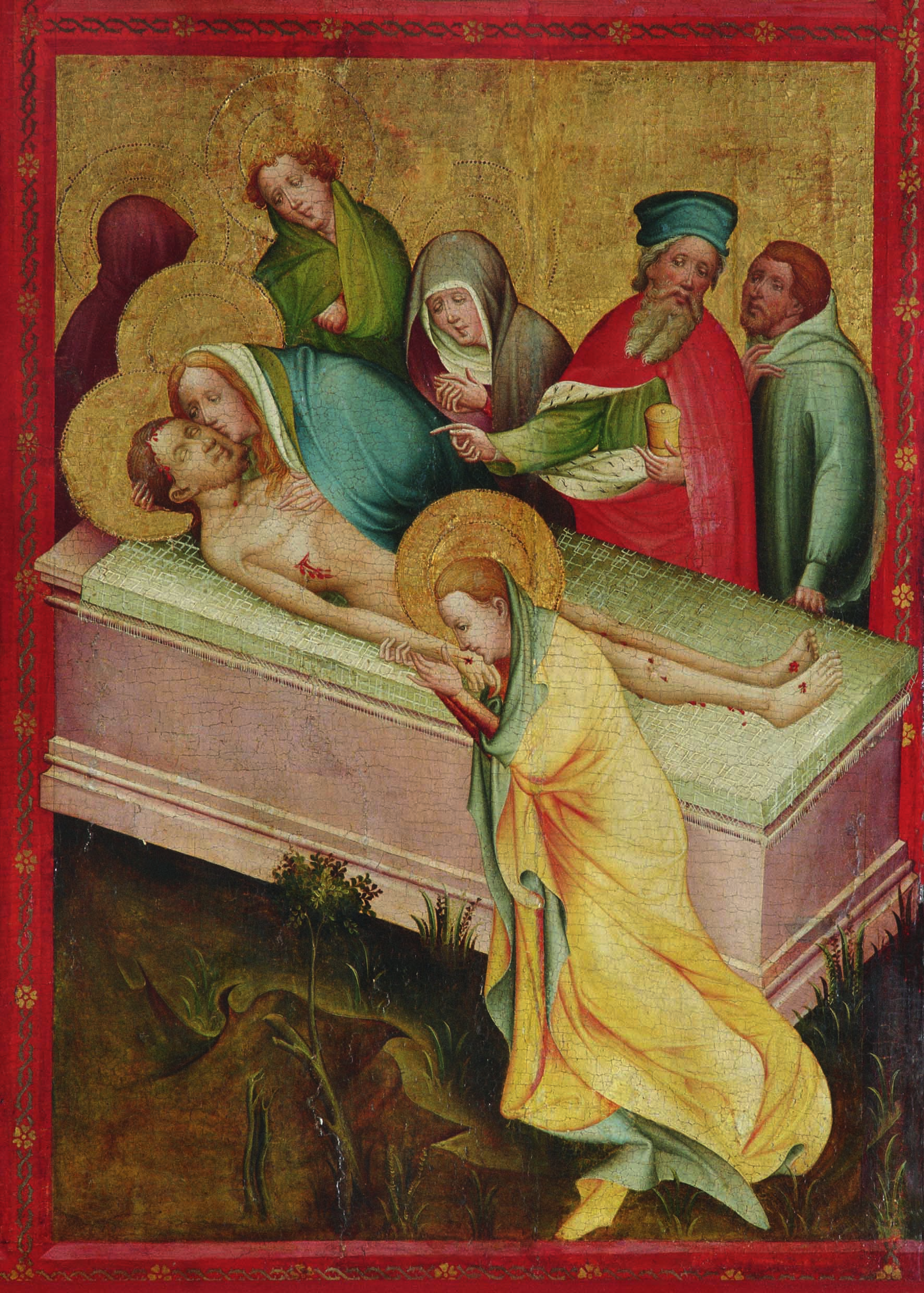
Grablegung Jesu (Warendorf)
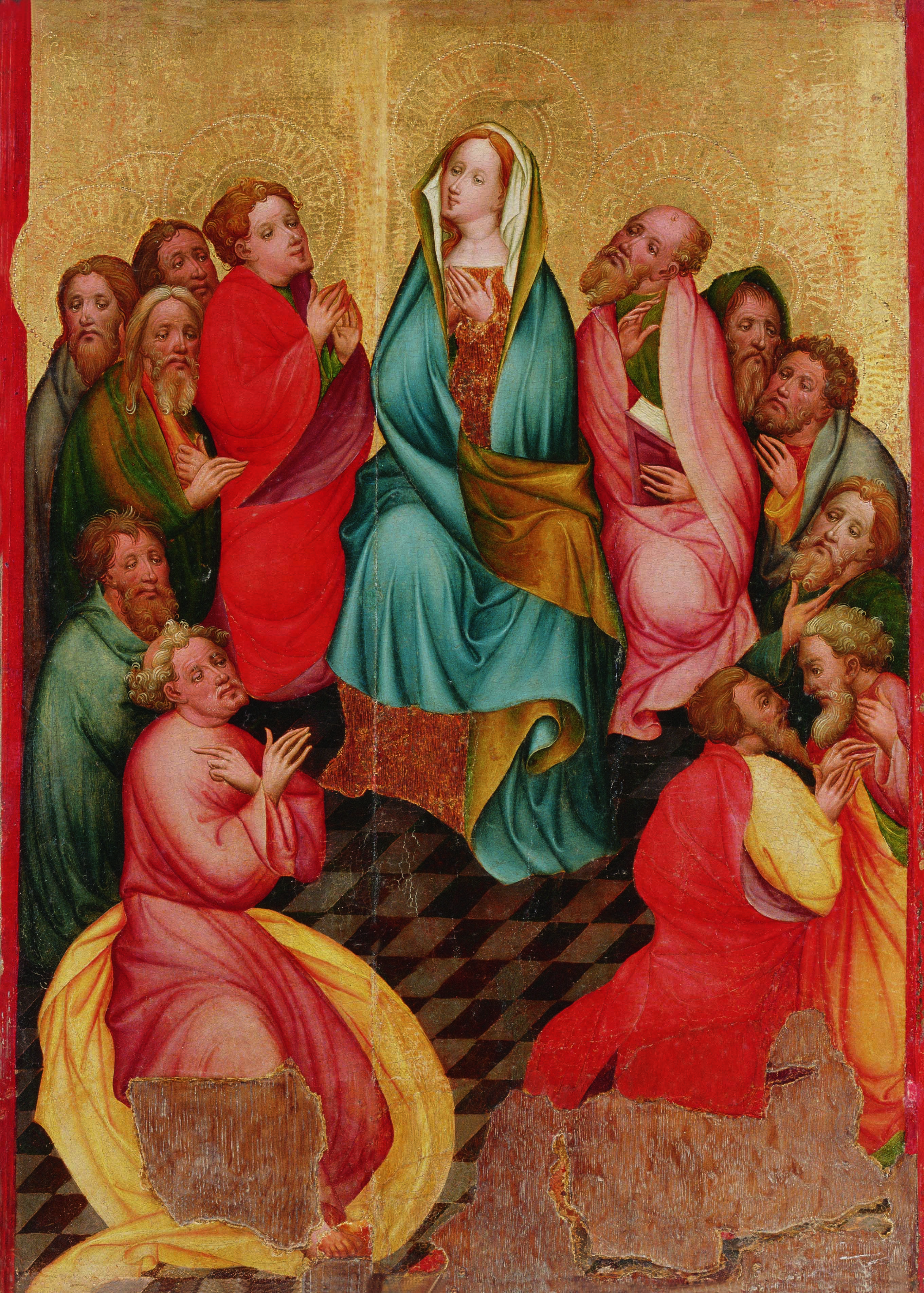
Pfingsten (Münster)
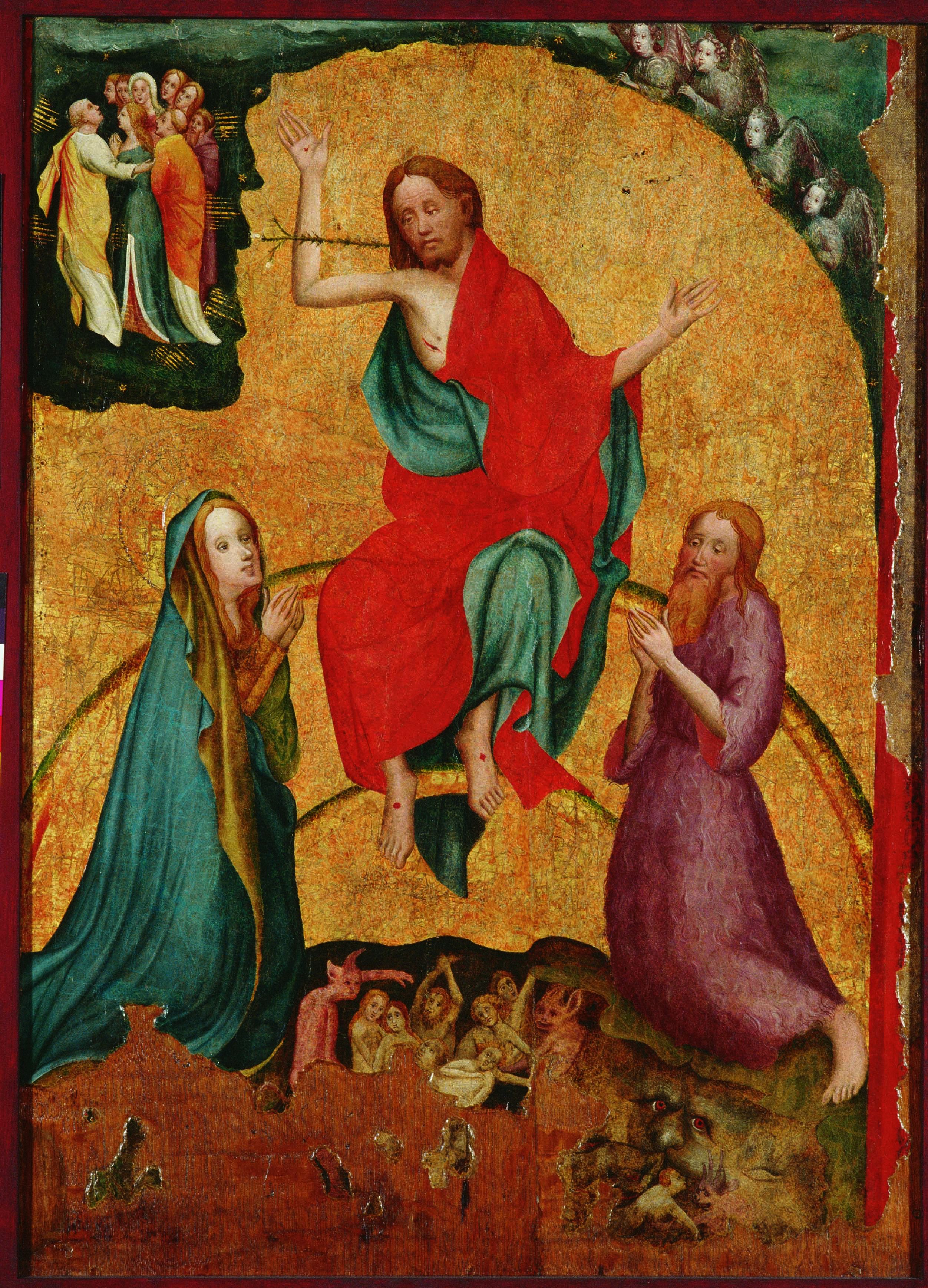
Weltgericht (Münster)

Dennoch wurden in Warendorf die bekannten Fragmente durch Kopien ersetzt. Dies kann zwar den Verlust der sieben Bilder nicht ausgleichen, aber der Betrachter erhält einen guten Überblick über die Hauptaussage des Warendorfer Passionsaltars: die Heilsgeschichte Christi, von der Menschwerdung bis zu seiner Wiederkehr im Weltgericht.

„Eine lange Irrfahrt findet jetzt einen vorläufigen Abschluss. Mögen die Bilder des Warendorfer Passionsaltars die Botschaft von Gottes Liebe und Treue zu den Menschen, wie sie der Meister des Warendorfer Altares in der Bildersprache seiner Zeit zum Ausdruck gebracht hat, auch bei uns heute offene Herzen finden.“